# Bob ai XVI Giochi olimpici invernali - Bob a due maschile
La gara di bob a due maschile ai XVI Giochi olimpici invernali si è disputata il 15 febbraio e il 16 febbraio sulla pista di La Plagne a Mâcot-la-Plagne.

## Atleti iscritti
| America (26)                                                                   | America (26)                                                            | America (26)                                                                          |
| ------------------------------------------------------------------------------ | ----------------------------------------------------------------------- | ------------------------------------------------------------------------------------- |
| - Antille Olandesi (2) - Canada (4) - Giamaica (4)                             | - Isole Vergini Americane (4) - Messico (4) - Porto Rico (4)            | - Stati Uniti (4)                                                                     |
| Asia (6)                                                                       |                                                                         |                                                                                       |
| - Giappone (4)                                                                 | - Taipei cinese (2)                                                     |                                                                                       |
| Europa (58)                                                                    |                                                                         |                                                                                       |
| - Austria (4) - Bulgaria (4) - Cecoslovacchia (4) - Francia (4) - Germania (4) | - Irlanda (4) - Italia (4) - Jugoslavia (4) - Lettonia (4) - Monaco (4) | - Norvegia (2) - Regno Unito (4) - Romania (4) - Squadra Unificata (4) - Svizzera (4) |
| Oceania (2)                                                                    |                                                                         |                                                                                       |
| - Australia (2)                                                                |                                                                         |                                                                                       |

## Risultati
| Pos. | Nazione                    | Atleti                                 | Manche1 | Manche2 | Manche3 | Manche4 | Totale  | Distacco |
| ---- | -------------------------- | -------------------------------------- | ------- | ------- | ------- | ------- | ------- | -------- |
|      | Svizzera I                 | Gustav Weder Donat Acklin              | 1:00.49 | 1:00.97 | 1:00.84 | 1:00.96 | 4:03.26 |          |
|      | Germania I                 | Rudi Lochner Markus Zimmermann         | 1:00.69 | 1:01.00 | 1:00.90 | 1:00.96 | 4:03.55 | +0.29    |
|      | Germania II                | Christoph Langen Günther Eger          | 1:00.33 | 1:01.06 | 1:01.14 | 1:01.10 | 4:03.63 | +0.37    |
| 4    | Austria II                 | Ingo Appelt Thomas Schroll             | 1:00.46 | 1:00.87 | 1:01.09 | 1:01.25 | 4:03.67 | +0.41    |
| 5    | Italia I                   | Günther Huber Stefano Ticci            | 1:00.36 | 1:00.87 | 1:01.08 | 1:01.41 | 4:03.72 | +0.46    |
| 6    | Gran Bretagna I            | Mark Tout Lenny Paul                   | 1:00.10 | 1:01.10 | 1:01.44 | 1:01.23 | 4:03.87 | +0.61    |
| 7    | Stati Uniti I              | Brian Shimer Herschel Walker           | 1:00.34 | 1:01.27 | 1:01.22 | 1:01.12 | 4:03.95 | +0.69    |
| 8    | Austria I                  | Gerhard Rainer Thomas Bachler          | 1:00.33 | 1:01.20 | 1:01.18 | 1:01.29 | 4:04.00 | +0.74    |
| 9    | Canada II                  | Dennis Marineau Chris Farstad          | 1:00.19 | 1:01.36 | 1:01.18 | 1:01.35 | 4:04.08 | +0.82    |
| 10   | Svizzera II                | Christian Meili Christian Reich        | 1:00.23 | 1:01.31 | 1:01.44 | 1:01.38 | 4:04.36 | +1.10    |
| 11   | Canada I                   | Greg Haydenluck Dave MacEachern        | 1:00.69 | 1:01.09 | 1:01.57 | 1:01.49 | 4:04.84 | +1.58    |
| 12   | Italia II                  | Pasquale Gesuito Antonio Tartaglia     | 1:01.02 | 1:01.07 | 1:01.52 | 1:01.33 | 4:04.94 | +1.68    |
| 13   | Gran Bretagna II           | Nick Phipps George Farrell             | 1:00.49 | 1:01.43 | 1:01.69 | 1:01.78 | 4:05.39 | +2.13    |
| 14   | Francia I                  | Christophe Flacher Claude Dasse        | 1:01.13 | 1:01.52 | 1:01.47 | 1:01.44 | 4:05.56 | +2.30    |
| 15   | Lettonia II                | Sandis Prūsis Adris Plūksna            | 1:00.92 | 1:01.40 | 1:01.56 | 1:01.74 | 4:05.62 | +2.36    |
| 16   | Lettonia I                 | Zintis Ėkmanis Aldis Intlers           | 1:00.94 | 1:01.57 | 1:01.88 | 1:01.94 | 4:06.33 | +3.07    |
| 17   | Francia II                 | Gabriel Fourmigue Philippe Tanchon     | 1:01.19 | 1:01.72 | 1:01.77 | 1:01.70 | 4:06.38 | +3.12    |
| 18   | Romania I                  | Csaba Nagy Lakatos Laurenţiu Budur     | 1:01.34 | 1:01.58 | 1:02.06 | 1:01.70 | 4:06.68 | +3.42    |
| 19   | Giappone II                | Toshio Wakita Ryoji Yamazaki           | 1:01.22 | 1:01.65 | 1:02.03 | 1:01.96 | 4:06.86 | +3.60    |
| 20   | Squadra Unificata I        | Vladimir Efimov Aleksej Golovin        | 1:01.17 | 1:01.85 | 1:02.03 | 1:02.25 | 4:07.30 | +4.04    |
| 21   | Giappone I                 | Naomi Takewaki Fuminori Tsushima       | 1:01.74 | 1:01.99 | 1:01.77 | 1:01.95 | 4:07.45 | +4.19    |
| 22   | Romania II                 | Paul Neagu Costel Petrariu             | 1:01.44 | 1:01.81 | 1:02.19 | 1:02.40 | 4:07.84 | +4.58    |
| 23   | Monaco I                   | Gilbert Bessi Michel Vatrican          | 1:01.55 | 1:02.09 | 1:02.08 | 1:02.41 | 4:08.13 | +4.87    |
| 24   | Stati Uniti II             | Brian Richardson Greg Harrell          | 1:01.56 | 1:02.15 | 1:02.26 | 1:02.20 | 4:08.17 | +4.91    |
| 25   | Cecoslovacchia I           | Jiří Dzmura Roman Hrabaň               | 1:01.37 | 1:02.33 | 1:02.25 | 1:02.36 | 4:08.31 | +5.05    |
| 26   | Squadra Unificata II       | Oleg Suchoručenko Andrej Gorochov      | 1:01.77 | 1:02.06 | 1:02.19 | 1:02.31 | 4:08.33 | +5.07    |
| 27   | Norvegia I                 | Erik Gogstad Atle Norstad              | 1:01.64 | 1:02.24 | 1:02.24 | 1:02.36 | 4:08.48 | +5.22    |
| 28   | Bulgaria I                 | Tsvetozar Viktorov Valentin Atanasov   | 1:02.35 | 1:02.11 | 1:02.20 | 1:02.11 | 4:08.77 | +5.51    |
| 29   | Jugoslavia I               | Borislav Vujadinović Miro Pandurević   | 1:02.22 | 1:02.43 | 1:02.73 | 1:02.73 | 4:10.11 | +6.85    |
| 30   | Australia I                | Glenn Turner Paul Narracott            | 1:02.17 | 1:02.61 | 1:02.81 | 1:02.66 | 4:10.25 | +6.99    |
| 31   | Cecoslovacchia II          | Petr Ramseidl Zdeněk Kohout            | 1:02.46 | 1:02.48 | 1:03.10 | 1:02.80 | 4:10.84 | +7.58    |
| 32   | Irlanda I                  | Pat McDonagh Terry McHugh              | 1:02.39 | 1:03.03 | 1:02.44 | 1:03.07 | 4:10.93 | +7.67    |
| 33   | Taipei cinese I            | Chen Chin-San Chang Min-Jung           | 1:02.27 | 1:02.83 | 1:02.91 | 1:02.96 | 4:10.97 | +7.71    |
| 34   | Jugoslavia II              | Dragiša Jovanović Ognjen Sokolović     | 1:02.67 | 1:02.97 | 1:02.94 | 1:02.81 | 4:11.39 | +8.13    |
| 35   | Giamaica II                | Devon Harris Ricky McIntosh            | 1:02.57 | 1:02.88 | 1:03.13 | 1:03.10 | 4:11.68 | +8.42    |
| 36   | Giamaica I                 | Dudley Stokes Chris Stokes             | 1:02.93 | 1:03.30 | 1:03.38 | 1:03.15 | 4:12.76 | +9.50    |
| 37   | Antille Olandesi I         | Bart Carpentier Alting Dudley den Dulk | 1:02.97 | 1:03.26 | 1:03.40 | 1:03.46 | 4:13.09 | +9.83    |
| 38   | Irlanda II                 | Gerry Macken Malachy Sheridan          | 1:03.19 | 1:03.42 | 1:03.45 | 1:03.42 | 4:13.48 | +10.22   |
| 39   | Bulgaria II                | Nikolay Dimitrov Dimităr Dimitrov      | 1:02.89 | 1:03.59 | 1:03.71 | 1:03.43 | 4:13.62 | +10.36   |
| 40   | Porto Rico I               | Liston Bochette Douglas Rosado         | 1:03.09 | 1:03.64 | 1:03.86 | 1:03.48 | 4:14.07 | +10.81   |
| 41   | Messico I                  | Roberto Tamés Miguel Elizondo          | 1:03.46 | 1:03.88 | 1:03.42 | 1:03.46 | 4:14.22 | +10.96   |
| 42   | Messico II                 | Jorge Tamés Carlos Casar               | 1:03.42 | 1:03.77 | 1:03.66 | 1:03.78 | 4:14.63 | +11.37   |
| 43   | Monaco II                  | Alberto II di Monaco Pascal Camia      | 1:03.57 | 1:03.88 | 1:03.93 | 1:04.04 | 4:15.42 | +12.16   |
| 44   | Isole Vergini Americane I  | Sven Petersen Bill Neill               | 1:03.95 | 1:04.21 | 1:04.32 | 1:04.12 | 4:16.60 | +13.34   |
| 45   | Isole Vergini Americane II | Daniel Burgner David Entwistle         | 1:04.21 | 1:04.10 | 1:04.12 | 1:04.29 | 4:16.72 | +13.46   |
| 46   | Porto Rico II              | John Amabile Jorge Bonnet              | 1:03.51 | 1:29.57 | 1:04.51 | 1:04.02 | 4:41.61 | +38.35   |